# Trevor Plouffe
Pour les articles homonymes, voir Plouffe.
Trevor Patrick Plouffe (né le 15 juin 1986 à West Hills, en Californie, aux États-Unis) est un joueur de troisième but des Rays de Tampa Bay de la  Ligue majeure de baseball.

## Carrière

### Twins du Minnesota
Après des études secondaires à la Crespi Carmelite High School d'Encino (Californie), Trevor Plouffe est repêché par les Twins du Minnesota en juin 2004 au premier tour de sélection (20e choix au total). 
Il remporte la Coupe du monde de baseball 2009 ave l'équipe des États-Unis.
Il s'aligne en ligues mineures pendant quelques années, graduant en classe AAA chez les Red Wings de Rochester en 2008. 
Le 20 mai 2010, il est rappelé des mineures, où il frappait dans une moyenne de ,303 après 38 parties, et dispute son premier match dans les majeures le 21 mai au Target Field face aux Brewers de Milwaukee. Plouffe frappe deux coups sûrs en cinq présences au bâton et produit deux points. Après avoir obtenu trois points produits en autant de matchs avec Minnesota, il retourne aux mineures lorsque l'équipe doit faire place à J. J. Hardy, qui était sur la liste des joueurs blessés. Son premier coup sûr en carrière, réussi à son premier match, est obtenu aux dépens du lanceur des Brewers Dave Bush et il frappe son premier coup de circuit le 7 août contre Fausto Carmona des Indians de Cleveland. Plouffe revient dans les majeures en fin de saison avec les Twins, et termine l'année 2010 avec deux circuits et six points produits en 22 matchs joués.
Les Twins utilisent plusieurs joueurs à l'arrêt-court en 2011. Plouffe est l'un d'entre eux, jouant 45 parties à ce poste et partageant le travail avec Tsuyoshi Nishioka, Alexi Casilla et Matt Tolbert. En 81 parties jouées au total pour Minnesota en 2011, Plouffe frappe 8 circuit, produit 31 points et frappe pour ,238 de moyenne au bâton.
En 2012, il frappe un record personnel de 24 circuits en 119 parties jouées. Cette saison-là, il s'installe au poste de joueur de troisième but, qu'il occupera au cours des saisons suivantes avec les Twins. Il atteint ensuite le total de 14 circuits lors des deux années qui suivent.
En 2014, Plouffe élève sa moyenne au bâton à ,258 et mène les Twins avec 80 points produits et un record personnel de 40 doubles, le 4e plus grand nombre parmi les joueurs de la Ligue américaine.

### Athletics d'Oakland
Le 18 janvier 2017, Plouffe rejoint les Athletics d'Oakland, avec qui il amorce la saison suivante. Il est une déception à l'attaque avec une faible moyenne au bâton de .214 en 58 matchs d'Oakland.

### Rays de Tampa Bay
Le 17 juin 2017, Oakland échange Plouffe aux Rays de Tampa Bay contre un joueur à être nommé plus tard ou un montant d'argent.

## Statistiques
| Saison | Équipe    | G  | AB | R | H | 2B | 3B | HR | RBI | SB | BA   |
| ------ | --------- | -- | -- | - | - | -- | -- | -- | --- | -- | ---- |
| 2010   | Minnesota | 22 | 41 | 7 | 6 | 1  | 0  | 2  | 6   | 0  | .146 |
| Totaux | Totaux    | 22 | 41 | 7 | 6 | 1  | 0  | 2  | 6   | 0  | .146 |

Note : G = Matches joués ; AB = Passages au bâton; R = Points ; H = Coups sûrs ; 2B = Doubles ; 3B = Triples ; 
HR = Coup de circuit ; RBI = Points produits ; SB = Buts volés ; BA = Moyenne au bâton.